# Yuri Gareginyan
Yuri Gareginyan (Ereván, 3 de febrero de 1994) es un futbolista armenio que juega en la demarcación de centrocampista para el F. C. Pyunik Ereván de la Liga Premier de Armenia.

## Selección nacional
Hizo su debut como internacional con la Selección de fútbol de Armenia el 11 de octubre de 2020. Lo hizo en un partido de la Liga de las Naciones de la UEFA contra Georgia que finalizó con un resultado de empate a dos tras los goles de Khoren Bayramyan y Henrikh Mkhitaryan para Armenia, y de Nika Kacharava y Tornike Okriashvili para Georgia.

## Clubes
| Club                  | País    | Año       | Partidos | Goles |
| --------------------- | ------- | --------- | -------- | ----- |
| F. C. Ararat Ereván-2 | Armenia | 2015-2016 | 6        | 1     |
| F. C. Ararat Ereván   | Armenia | 2016-2018 | 53       | 1     |
| F. C. Noah            | Armenia | 2018-2021 | 65       | 3     |
| F. C. Pyunik Ereván   | Armenia | 2021-     | 20       | 0     |

## Palmarés

### Campeonatos nacionales
| Título                  | Club                | País    | Año  |
| ----------------------- | ------------------- | ------- | ---- |
| Copa de Armenia         | F. C. Noah          | Armenia | 2020 |
| Supercopa de Armenia    | F. C. Noah          | Armenia | 2020 |
| Liga Premier de Armenia | F. C. Pyunik Ereván | Armenia | 2022 |